# Lactalis
Die Lactalis-Unternehmensgruppe ist ein französischer Milchindustriekonzern. Die Gruppe gehört zu den  größten Molkereien in Europa. Lactalis ist zu 90 % auf die Sparte Käsespezialitäten konzentriert und in Frankreich Marktführer vor Savencia. Im Gesamtmarkt der Molkereiprodukte in Frankreich rangiert sie an zweiter Steller hinter der Danone-Gruppe.

## Unternehmensgeschichte
André Besnier gründete im Oktober 1933 in Laval unter seinem Namen eine Molkerei. Am ersten Tag wurden 35 Liter Milch verkauft und 17 Camemberts hergestellt. 1950 lag der Jahres-Milchabsatz schon bei drei Millionen Litern, die Camembert-Jahresproduktion bei 725.000 Stück.
Nach dem Tod von André Besnier 1955 übernahm sein Sohn Michel die Geschäftsleitung. Mit Le Président gelang ihm 1968 die Herstellung des weltweit ersten Marken-Camembert aus pasteurisierter Milch. 1969 entwickelte er die erste H-Milch. In den folgenden Jahrzehnten akquirierte Besnier weitere Molkereien und eröffnete neue Produktionsbetriebe.
In den 1980er Jahren erfolgte durch den Aufkauf des US-amerikanischen Weichkäse-Produzenten „Belmont“ der Einstieg in den internationalen Markt. Es folgten weitere Übernahmen. 1999 wurde Besnier aus Gründen der Globalisierung zu Lactalis umbenannt. Nach dem Tod von Michel Besnier übernahm sein Sohn Emmanuel im Jahr 2000 die Geschäftsleitung.
Ende 2005 bot das Unternehmen mit Lactel erstmals eine haltbare Milch in Frischmilchqualität an.
Zu Jahresbeginn 2006 kaufte Lactalis den italienischen Käsehersteller Galbani (Marken: Bel Paese und Mozzarella Santa Lucia) von der Investmentgesellschaft BC Partners. Zum 1. Juli 2008 wurde die von Edwin Baer gegründete Baer AG (größter Schweizer Weichkäsehersteller) übernommen. Bisherige Aktionäre waren die Familie Baer mit 65 % und die Emmi AG mit 35 %.
Im Juli 2011 übernahm Lactalis die Kontrolle über den italienischen Milchindustriekonzern Parmalat. Im September 2006 gab die EU-Kommission ihr Einverständnis für ein zum Jahresende 2006 beginnendes Joint-Venture von Lactalis (60 %) mit Nestlé (40 %) im Bereich Frischeprodukte unter dem Namen Lactalis Nestlé Produits Frais (LNPF). Das Kooperationsprojekt erstreckt sich auf 8 EU-Staaten (Frankreich, Belgien, Luxemburg, Vereinigtes Königreich, Irland, Spanien, Italien, Portugal) sowie die Schweiz. Durch diese Aktion rückte Lactalis auf den zweiten Platz in der weltweiten Milchindustrie hinter Nestlé und vor den Konzernen Dean Foods (USA) und Danone (Frankreich).
Anfang 2012 hat Lactalis den zweitgrößten schwedischen Molkereiproduzenten Skånemejerier übernommen. Durch die Übernahme des südindischen Unternehmens Tirumala Milk Products erfolgte 2014 der Einstieg in den indischen Markt. Dort dominierten bislang überwiegend kleinbäuerliche Genossenschaften die Milchverarbeitung.
Im Mai 2017 gab Lactalis ein Übernahmegebot für die Molkereien der Omira Oberland-Milchverwertung Ravensburg GmbH ab. Die OMIRA Oberland-Milchverwertung GmbH sammelt weiter die Milch der Lieferanten und verkauft sie dann an Lactalis. Am 22. Juni 2017 stimmte die Gesellschafterversammlung der OMIRA zu. Das Bundeskartellamt genehmigte die Übernahme, wodurch sie am 1. September 2017 in Kraft trat.
Ebenfalls 2017 übernahm Lactalis für 875 Millionen Dollar die amerikanische Danone-Tochter Stonyfield Farm (größter Biojoghurt-Hersteller der USA). Der Verkauf war eine Auflage der US-Wettbewerbsaufsicht im Zuge der Übernahme von The Whitewave Foods Company durch Danone.
Im Januar 2018 übernahm Lactalis in den USA die Icelandic Milk & Skyr Corporation, einen Hersteller von Skyr unter der Marke siggi’s mit rund 200 Millionen Dollar Umsatz, an dem die Schweizer Emmi-Gruppe einen Minderheitsanteil von 22 % gehalten hatte.
Im Dezember 2017 wurden wegen Salmonellengefahr weltweit Säuglingsmilchprodukte zurückgerufen, nachdem mehr als 20 Babys in Frankreich erkrankt waren. Fast 7000 Tonnen der Produktion könnten insgesamt betroffen gewesen sein. Ende Dezember hatte die französische Justiz vorläufige Ermittlungen gegen den Molkereikonzern eröffnet. Im Januar 2018 nahm Lactalis, nach Druck von Seiten des Wirtschaftsministers, alle aus dem Werk in Craon stammenden Säuglingsmilchprodukte, unabhängig von ihrem Herstellungsdatum, aus dem Handel.

## Unternehmensstruktur und -daten
Die Lactalis-Unternehmensgruppe ist seit Gründung im Besitz der Familie Besnier. Sie ist in 52 Ländern präsent und erwirtschaftete mit 85.500 Mitarbeitern im Jahre 2021 einen Umsatz von etwa 22 Milliarden Euro. Das Hauptwerk in Domfront produziert täglich etwa eine halbe Million Camemberts.
Die 1986 gegründete Niederlassung Lactalis Deutschland GmbH hat ihren Sitz in Kehl. 25 Prozent der französischen Käseexporte nach Deutschland stammen heute von Lactalis. 2004 wurde die Lactalis Suisse GmbH mit Sitz in Würenlingen gegründet. Der Österreich-Sitz ist Himberg-Velm.
Lactalis hielt zum Stichtag 31. Mai 2010 24,06 % an der Bel Group, im Juni 2023 war das Unternehmen nicht mehr an der Börse notiert. Seit Juli 2011 hielt Lactalis 83,3 % an der italienischen Parmalat-Gruppe und stieg damit zum weltgrößten Milchindustriekonzern auf. Im Dezember 2018 erreichte der Anteil an Parmalat 95,81 %, womit nach italienischem Recht eine Schwelle überschritten wurde, die es Lactalis erlaubte, die restlichen Aktionäre per Squeeze-out auszukaufen und das Unternehmen von der Börse zu nehmen.
Am 1. September 2017 übernahm Lactalis außerdem nach Zustimmung des Kartellamts die Molkerei OMIRA mit Hauptsitz in Ravensburg.
Im Juli 2023 hat Lactalis die 25-%-Beteiligung an Ambrosi S.p.A. (ITA) von der Emmi AG übernommen.

## Kontroversen

### Proteste
Im August 2016 kam es zu Protesten französischer Milchbauern vor dem Hauptverwaltungsgebäude des Unternehmens. Darüber hinaus wurden in Supermärkten Lactalis-Produkte aus den Regalen entnommen. Hintergrund der Forderungen war die nach Ansicht der Milchlieferanten unzureichende Vergütung von Rohmilch: Lactalis bezahlte für 1000 Liter Milch im Jahr 2014 365 Euro, 2015 309 Euro und 2016 257 Euro, wogegen die Herstellungskosten für die Bauern bei 350 Euro lägen. Nach weiteren Blockaden von Molkereien des Unternehmens erklärte sich Firmenchef Emmanuel Besnier in Verhandlungen mit Gewerkschaftsvertretern bereit, 290 Euro pro Tonne Milch zu zahlen.

### Babymilch-Skandal
Ende 2017 wurden mit Salmonellen verseuchte Säuglingsmilchkisten entdeckt. Mehr als zwölf Millionen Packungen wurden zurückgerufen. Minister Bruno Lemaire zitierte daraufhin CEO Emmanuel Besnier zum Zwecke einer Erklärung zu sich, laut dessen Aussage waren dreiundachtzig Länder vom Produktrückruf betroffen.

### Übernahmen und Werksschließungen in Italien
Rai 3 und PresaDiretta strahlten eine Sonderreportage mit dem Titel "Italia in vendita" aus, die aufzeigt, wie der italienische Agrar- und Lebensmittelsektor von Nord bis Süd von Übernahmen durch multinationale Unternehmen und Investmentfonds betroffen wurde. Der Schwerpunkt lag auf der Milch- und Käseindustrie, insbesondere auf typischen Produkten wie Mozzarella und Parmigiano Reggiano, die vom französischen Giganten Lactalis aufgekauft wurden. Die Untersuchung betraf die Betriebsstätten von Parmalat in Collecchio, Nuova Castelli in Reggio Emilia sowie Alival in Kalabrien und der Toskana und kam zu dem Schluss, dass Lactalis darauf abzielte, italienische DOP-Produkte und Marken wie Galbani, Parmalat, Leerdammer, Castelli, Invernizzi und zuletzt Ambrosi in sein Portfolio aufzunehmen. Dabei nutzte Lactalis Parmalats internationale Präsenz in Afrika und Lateinamerika und schloss gleichzeitig Produktionsstätten, die als unnötig erachtet wurden, wie Alival in Kalabrien und der Toskana, was Kritik an der mangelnden sozialen Verantwortung auslöste.
Lactalis sah sich erheblichem Widerstand wegen der Entscheidung gegenüber, zwei Produktionsstätten zu schließen, darunter eine in San Gregorio in Reggio Calabria und eine weitere in Ponte Buggianese in der Toskana. Die Schließung, die 80 Arbeiter und ihre Familien in Kalabrien betraf, wurde von lokalen Vertretern und Gewerkschaften scharf verurteilt, da sie die regionale Wirtschaft erheblich schädigen würde. Lactalis, das die Marke Alival durch die Übernahme der Castelli-Gruppe erworben hatte, rechtfertigte die Schließungen mit finanziellen Schwierigkeiten, die durch die Pandemie und internationale Krisen verschärft wurden. Trotz Protesten wurde das Werk in San Gregorio im Januar 2023 offiziell geschlossen, wobei nur 4 von 84 Mitarbeitern umgesiedelt wurden.
Der Journalist Klaus Davi kritisierte diese Entscheidung scharf und erklärte: „Die Schließung des Lactalis-Werks in Reggio Calabria ist eine unentschuldbare Schande. 80 Arbeiter nach Hause zu schicken und 80 Familien in die Armut zu treiben, ist in einer Stadt wie Reggio keine Kleinigkeit, insbesondere in einer Zeit, in der die italienische Lebensmittelqualität gefeiert wird.“
Im Gegensatz dazu handelte die Regionalregierung der Toskana schnell und schuf zusammen mit lokalen Unternehmern günstige Bedingungen, um die Arbeiter des Werks in Ponte Buggianese, das ebenfalls von der Schließung bedroht war, wieder einzustellen. Dank einer Vereinbarung werden 45 der 56 Mitarbeiter wieder beschäftigt, was die Unsicherheit vermied, mit der ihre Kollegen in Kalabrien konfrontiert waren.

## Produktpalette und Marken
Die Produkte von Lactalis decken im Segment „hochwertiger Selbstbedienungsbereich“ ein Vollsortiment ab, und seit Anfang 2006 auch den Bereich „Käsetheke“ durch eine Außendienst-Kooperation mit dem dortigen Marktführer „Friesland Foods Cheese“.
Hauptmarke von Lactalis in Deutschland, Österreich und der Schweiz ist die Weichkäse-Dachmarke Le Président, weitere bekannte Käsemarken sind Société (Roquefort u. a.), Salakis (Schafkäse) und Galbani, im Milchbereich Lactel. 2021 erwarb Lactalis von Bel die Marken Leerdammer und Shostka.